# کره برنال

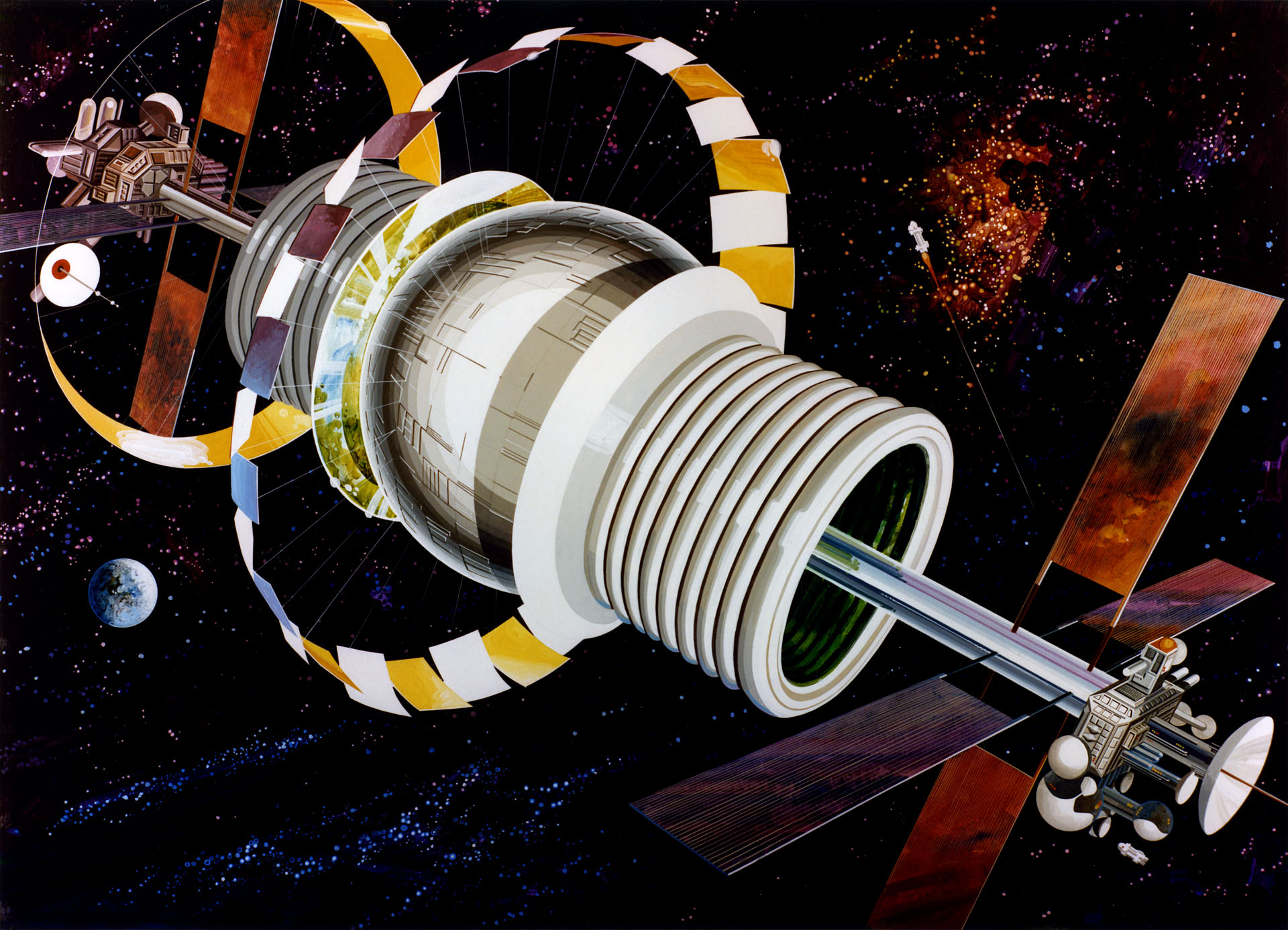
نمای بیرونی یک کره برنال

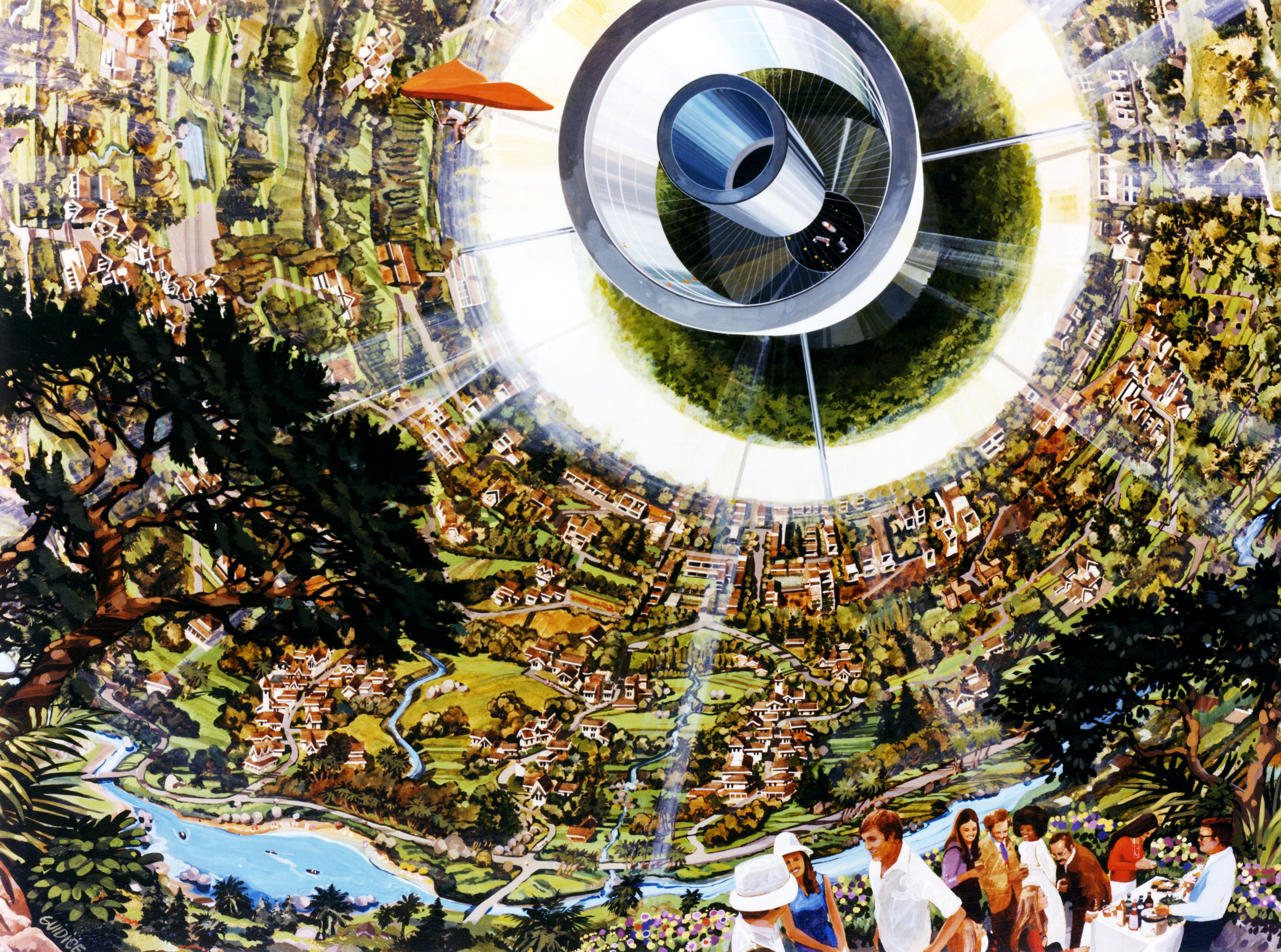
فضای داخلی یک کره برنال

کره برنال نوعی زیستگاه فضایی است که به عنوان یک محل زندگی طولانی مدت یا دائمی برای مسافران فضایی در نظر گرفته‌شده‌است. ساخت آن برای اولین بار در سال ۱۹۲۹ توسط جان دزموند برنال پیشنهاد شد.
پیشنهاد اولیه برنال ایجاد یک پوسته کروی توخالی به قطر ۱۰ مایل (۱۶ کیلومتر) بود که جمعیتی حدود ۲۰۰۰۰ تا ۳۰۰۰۰ نفر را می‌توان در آن اسکان داد. کره برنال از هوا پر می‌شود.

## نگارخانه

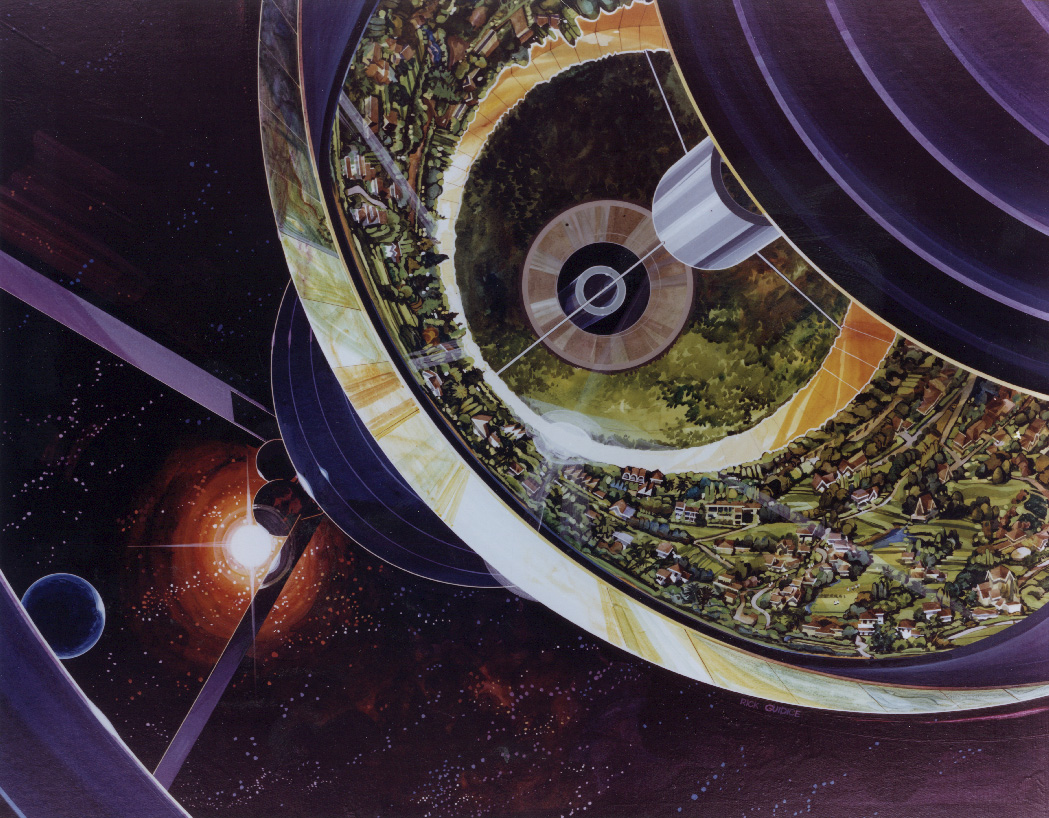
داخل کره همانطور که از «پرتال» نور خورشید مشاهده می‌شود
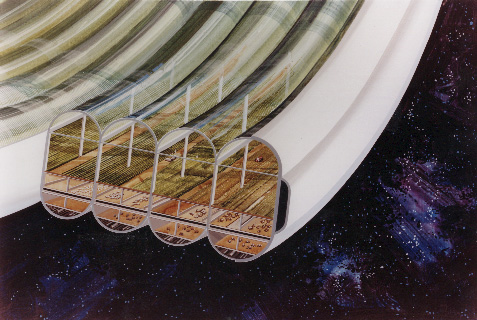
ماژول کشاورزی یک کره برنال
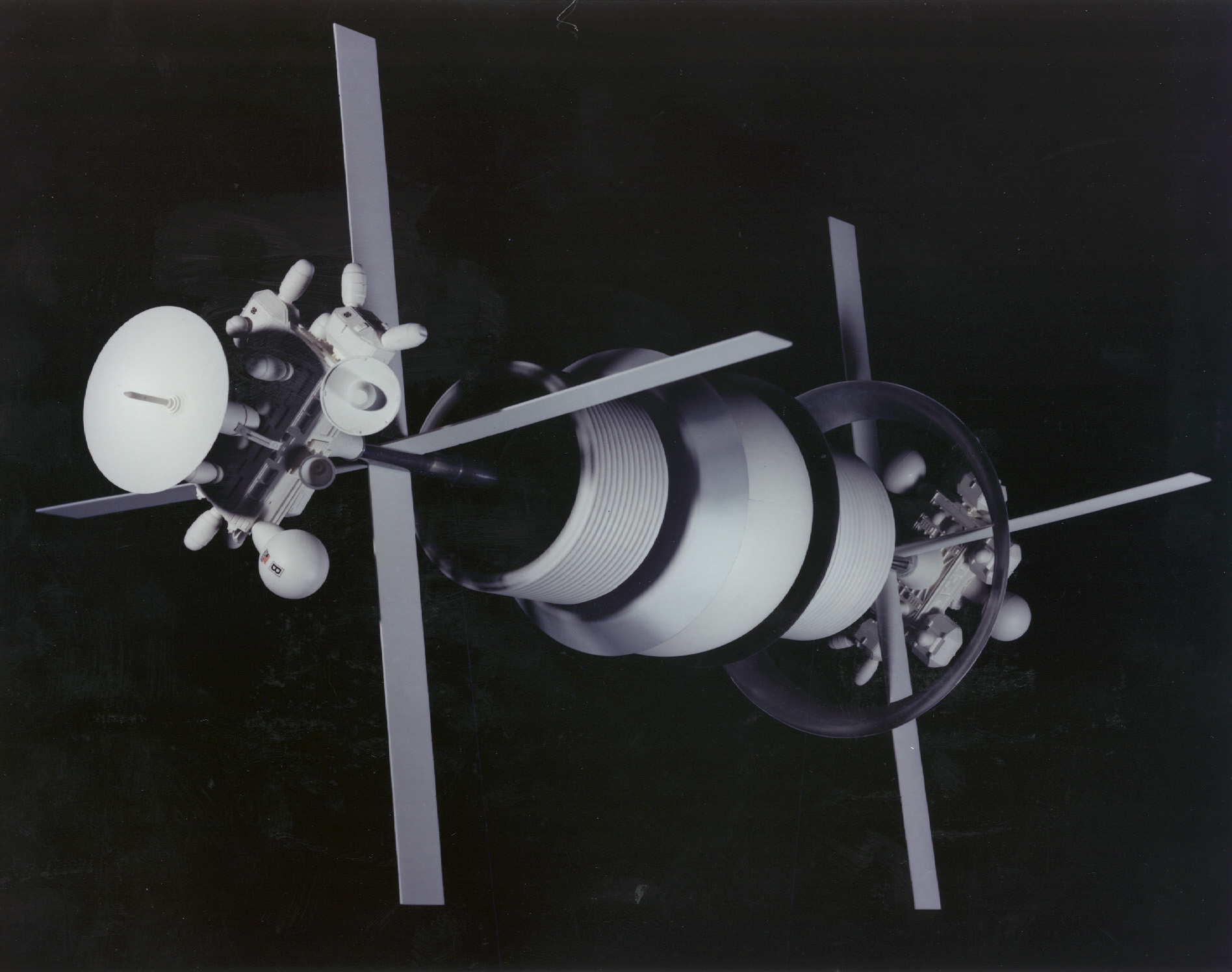
نمای بیرونی یک کره برنال
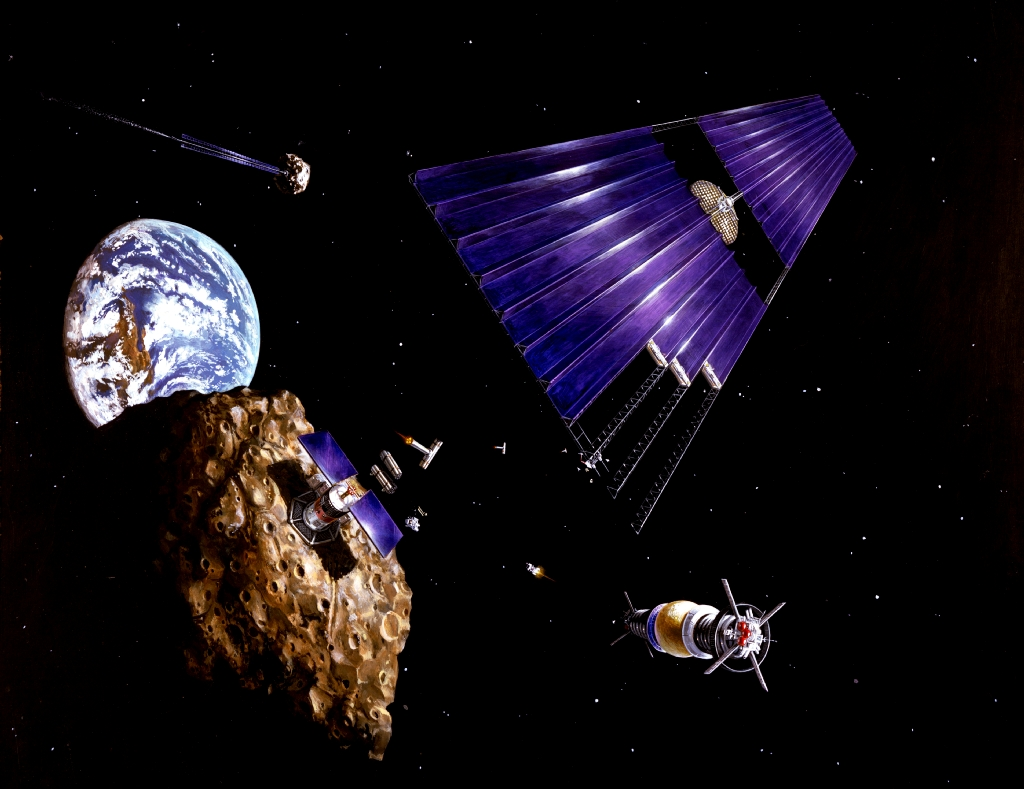
یک کره برنال در کنار یک انرژی خورشیدی بر پایه فضا و یک ایستگاه استخراج سیارک